# Worlds Apart (Saga)
Worlds Apart è il quarto album in studio del gruppo rock canadese Saga, pubblicato nel 1981.

## Tracce
Side 1
1. On the Loose – 4:12
2. Wind Him Up – 5:47
3. Amnesia – 3:16
4. Framed – 5:42
5. Time's Up – 4:12

Side 2
1. The Interview – 3:52
2. No Regrets (Chapter Five) – 4:46
3. Conversations – 4:46
4. No Stranger (Chapter Eight) – 7:05